# كريستوفر لايتون
كريستوفر لايتون هو سياسي أمريكي، ولد في 8 مارس 1821 في ترنكت غرين في المملكة المتحدة، وتوفي في 7 أغسطس 1898 في كايسفيل في الولايات المتحدة.

## وصلات خارجية
- كريستوفر لايتون على موقع الموسوعة البريطانية (الإنجليزية)